# Joven madre en la gruta
Joven madre en la gruta es una escultura elaborada por el artista francés Auguste Rodin, concebida en yeso, aproximadamente en 1885, la pieza fue mostrada en El salón de París durante el mismo año con el título Mujer y Amor. Esta obra es parte de distintas versiones en marfil y bronce que Rodin realizó durante su vida; dichas versiones están modeladas a partir de su esposa Rose Beuret y su hijo, Auguste-Eugéne.

## Origen y temática
Las primeras versiones de Joven madre en la gruta fueron construidas por Rodin durante la década de 1860, en sus trabajos para la fábrica de porcelana francesa Porcelana de Sèvres, en las cuales se permitió experimentar y explorar las posibilidades de esta obra que culminaría en la pieza de 1885 y finalmente se ubicó en la parte inferior izquierda de La puerta del Infierno.
Durante esta época en la vida del artista francés fue bastante recurrente el tópico de la mujer y el niño, ya sea para temas mitológicos o representaciones del amor materno. Esta pieza comparte un par de relaciones temáticas y de composición con La Eterna Primavera, también de Rodin. En sus modelos primigenios ambas esculturas aparecen con un techo que les otorga un efecto de sombra particular; sin embargo, en la significación de sus elementos, distintas etapas de la vida, apuntan hacia lugares distintos.
Otro contraste que se muestra en esta escultura son las figuras suaves en contra de lo áspero de la gruta. Miguel Ángel es una de las principales influencias de esta técnica donde las siluetas humanas surgen de lo recóndito de la piedra, evocando el dinamismo entre la vida y la muerte.
El escultor escocés John Tweed tomo esta pieza como inspiración para su pieza Madre e Hijo de 1894. Tweed fue un artista muy cercano a Rodin, ambos compartían sus estudios para alojar a sus respectivas familias y fueron importantes para la creación artística del otro.